# Alboin (évêque de Poitiers)
Ne pas confondre avec Alboïn.
Alboin ou Albouin ou Aubouin est évêque de Poitiers de 936/937 à 964 environ.

## Biographie
L'évêque Alboin est probablement le même homme que le trésorier de la collégiale de Poitiers nommé Albuinus cité en 924,. Il aurait ainsi commencé sa carrière dans un milieu clérical riche, cultivé et pieux. Il n'appartient pas à la famille des Isembert, qui monopolise ensuite l'évêché de Poitiers. Il devient évêque de Poitiers entre janvier 936 et octobre 937.
Les actes connus d'Alboin concernent tous l' abbaye Saint-Cyprien de Poitiers. En avril 938, il consacre une église, à Poitiers, donnée à l'abbaye Saint-Cyprien par un de ses chanoines nommé Frotier,. Dans cette charte, il décrit la dévotion à Saint-Cyprien de son prédécesseur sur le siège épiscopal, l'évêque Frotier II, restaurateur de l'abbaye. Il tente d'établir les évêques de Poitiers comme protecteurs de Saint-Cyprien. Il apparaît ensuite dans plusieurs chartes de cette abbaye, où il est particulièrement impliqué. En mai 943, il préside un synode diocésain dans la cathédrale Saint-Pierre de Poitiers, pendant lequel il tranche certains litiges, notamment en ce qui concerne l'abbaye Saint-Cyprien de Poitiers, qu'il favorise.
Alboin cumule le siège épiscopal de Poitiers et l'abbatiat de Nouaillé,,. Il apparaît comme abbé de Nouaillé dans un acte daté de 943/944 ou de vers 950, mais il ne l'est plus une dizaine d'années plus tard, sans qu'on sache pourquoi. La Gallia Christiana affirme qu'Alboin est aussi abbé de Saint-Cyprien de Poitiers et de Charroux, mais sans preuve,.
Il n'y a pas de trace d'une collaboration entre Alboin et les comtes de Poitiers et ducs d'Aquitaine. Il n'apparaît dans aucune de leurs chartes. Le dernier acte où apparaît l'évêque Alboin date de 963 ou 964. Son successeur Pierre souscrit une charte datable au plus tôt de 964 et au plus tard de 966/967.
La matrice du sceau d'Alboin a été trouvée par hasard au XIXe siècle mais perdue depuis. Un dessin en a été publié dans les Archives historiques du Poitou en 1872. Il représente une main tenant un Tau ou bâton pastoral, entourée de la légende ALBOINI EPISCOPI.